# Мосэнергопроект
Мосэнергопрое́кт — советский и российский  проектный институт. Полное наименование — Московский проектный институт по проектированию энергетических объектов. Два корпуса института были расположены в Москве на Раушской набережной и Садовнической улице в так называемом «квартале Мосэнерго». Сейчас институт расположен по адресу Москва, ул.Спартаковская, д.2, стр.2.

## История

### ГОЭЛРО
В 1920 году под руководством Ленина В.И. была создана Государственная комиссия по электрификации России (ГОЭЛРО). Разработанный ею план предусматривал строительство за 15 лет 30 крупных электростанций общей мощностью в 1,75 млн кВт с использованием местных топлив, торфа и угля подмосковного бассейна, а также увеличение мощности существующих электростанций за счет расширения. Институт «Мосэнергопроект» имел к реализации этого плана непосредственное отношение. Руководстводил комиссией Г. М. Кржижановский. К работе комиссии было привлечено около 200 учёных и инженеров. В декабре 1920 года выработанный комиссией план был одобрен VIII Всероссийским съездом Советов, через год его утвердил IX Всероссийский съезд Советов. Для управления существующим энергохозяйством Москвы и Московской области был организован трест, который получил название "МОГЭС" (Московское объединение государственных электрических станций) впоследствии преобразованный в районное управление энергосистемы "Мосэнерго".
Московский проектный институт по проектированию энергетических объектов «Мосэнергопроект» (МЭП) был создан в декабре 1922 года для проектирования электростанций, строящихся по плану ГОЭЛРО. Первоначально «Мосэнергопроект» назывался «Проектное бюро МОГЭС» и представлял собой технический отдел, в котором был сосредоточен инженерно-технический персонал, проводивший подготовительные расчетные работы, первыми трудами которого стали проекты повышения мощности электростанции Электропередача (ГРЭС-3 им. Классона) с 20 МВт до 40 МВт. В первых числах декабря 1922 года в штат "Проектного бюро" были приняты первые конструкторы-проектировщики. В скором времени после этого были проведены проектные работы по расширению ГЭС-1 (установка 5-ти котлов ф. Бабкок-Вилькокс и 3-х турбин по 17,5 МВт английского производства) и ГЭС-2. По плану ГОЭЛРО разработан проект Каширской электростанции. В 1927 году разработан план теплофикации г. Москвы и много других проектов по электрификации Москвы и страны. В 1927 году в "Проектном бюро" была образована специальная группа по проектированию новых электростанций. Эта группа разрабатывала проекты новой Бобриковской (ныне Новомосковской) электростанции и III очереди строительства Каширской ГРЭС. В 1931 году по проектам Мосэнерго был сооружен и пущен в эксплуатацию теплопровод от ГЭС-1 в центр города для теплоснабжения крупных общественных и жилых зданий, что явилось началом развития теплофикации г. Москвы. В вводной части к «Трудам ГОЭЛРО» создатель плана ГОЭЛРО Г. М. Кржижановский писал: 

Составить проект электрификации России — это означает дать красную руководящую нить для всей созидательной хозяйственной деятельности, построить основные леса для реализации единого государственного плана народного хозяйства».

Специалисты МЭП принимали участие в подготовке проектов Каширской, Шатурской и Новомосковской ГРЭС, проектов создания централизованной теплофикационной системы Москвы, теплоэлектроцентралей Мосэнерго.
В 1933 году произошло слияние "Проектного бюро" с проектно-конструкторским бюро электросетей. Новая проектная организация стала называться ПКБ Мосэнерго. В начале выполнения второго пятилетнего плана (1933-1937 гг.) ПКБ Мосэнерго уже имело в своем составе тепломеханическую группу. За эти годы по проектам ПКБ Шатурская ГРЭС была расширена до мощности 180 МВт, на ГЭС-1 был установлен теплофикационный агрегат мощностью 12 МВт, сооружена первая очередь Новомосковской ГРЭС мощностью 200 МВт. В 1934 году силами ПКБ был выполнен проект и в 1935 году построена первая в системе ЛЭП 220 кВ Новомосковская ГРЭС - Москва.
С первых лет третьей пятилетки (1938-1942 гг.) началось интенсивное строительство новых энергеических объектов. Силами ПКБ Мосэнерго был выполнен проект таких крупных станций, как Фрунзенская теплоэлектроцентраль (1-й блок пущен в начале войны), Ступинская ТЭЦ, расширение Новомосковской ГРЭС с установкой первого в СССР турбогенератора мощностью 100 МВт и теплофикационной турбины мощностью 50 МВт. Велось проектирование новых электроподстанций Московского кольца 110 кВ: Сокольнической, Бутырской и др. Расширились работы по проектированию новых и расширению действующих подстанций Московской и соседних с ней областей по мере развития электрификации.

### Период Великой Отечественной войны (1941—1945 гг.)
В начале войны большое число работников проектно-конструкторского бюро Мосэнерго отправилось на фронт защищать Родину. Часть людей была эвакуирована на Восток. Оставшиеся сотрудники — мужчины находились в здании Управления Мосэнерго на казарменном положении. 16 октября 1941 г. все сотрудники ПКБ получили расчет, работа была временно прервана. В начале декабря 1941 г. в ПКБ работа была возобновлена и в Москву по вызовам начали возвращаться эвакуированные специалисты.
Проектировщики ПКБ проводили большую работу, связанную с мероприятиями по противовоздушной защите существующих станций и подстанций (камуфляж, временные сооружения на случай разрушения отдельных частей системы, эвакуация техдокументации и т. д.).
По мере освобождения от гитлеровцев временно занятой ими территории проектировщики разрабатывали проекты восстановления вышедших из строя энергоустановок.
Москва была лишена донбасских углей. Для электрификации добычи подмосковного угля потребовалось срочное выполнение проектов новых высоковольтных линий электропередачи, новых подстанций и расширения существующих. В тяжелых зимних условиях 1941—1942 гг. проектировщики ПКБ Мосэнерго изыскивали новые трассы и в срочном порядке вели проектирование подстанций.
Большую работу коллектив ПКБ Мосэнерго вел по восстановлению Каширской ГРЭС и Новомосковской ГРЭС.
Перед занятием гитлеровцами Новомосковской ГРЭС часть теплосилового оборудования была эвакуирована, а перед самым их приходом оставшееся оборудование было взорвано.
Специальная бригада ПКБ Мосэнерго в трудных условиях военного времени, не считаясь со временем, восстанавливала и создавала вновь проектную документацию, что обеспечило в сравнительно короткое время восстановление станции.
Для восстановления нарушенного электроснабжения и для энергоснабжения перебазированных промпредприятий в новых районах, Народный комиссариат электростанций СССР предложил Мосэнерго изготовить передвижные тепловые электростанции, используя демонтируемое, бывшее в работе оборудование. Проектирование их было поручено ПКБ Мосэнерго.
Передвижные электростанции — энергопоезда собирались на Фрунзенской ТЭЦ. Готовые энергопоезда мощностью 500—1500 кВт отправлялись в освобожденные города, где они обеспечили электроснабжение аварийно-восстановительных работ.
Приказом наркома электростанций СССР от 29.04.1943 года за успешное выполнение Постановления Государственного комитета обороны по монтажу и проектированию передвижных электростанций ряд работников ПКБ был награжден значками «Отличник НКЭС» и похвальными грамотами.

### Послевоенный период (1946-1970 гг.)
В мае 1945 года по приказу Наркомата электростанций работники ПКБ были командированы в Германию со специальным заданием по изъятию технической документации на трофейное оборудование.
Вскоре начались работы по проектированию расширения и реконструкции всех электростанций системы Мосэнерго, по развитию теплофикации г.Москвы и наращиванию мощностей московских ТЭЦ-12, ТЭЦ-16, ТЭЦ-8 и ТЭЦ-9.
В начале 1946 г. группа подстанций и станций ПКБ приступила к проектированию новой Южной подстанции 220 кВ №213. На этой подстанции впервые в системе Мосэнерго были установлены 3-х фазные 3-х обмоточные трансформаторы мощностью по 100 МВА напряжением 220/110/10 кВ, воздушные выключатели 220 кВ, экспансионные выключатели 110 кВ, а также разъединители 220 и 110 кВ с пневматическими приводами.
29 декабря 1949 года в ПКБ влились проектные группы Теплосети и Московской кабельной сети. ПКБ Мосэнерго было преобразовано в Мосэнергопроект.
Группой типового конструктивного проектирования, а затем группой подстанций были запроектированы крупные закрытые подстанции с воздушными выключателями 110 кВ - Ростокинская, Ново-Спасская, подстанция при ГЭС-2. Для приема и распределения электрической мощности Куйбышевской ГЭС для Москвы было запроектировано несколько подстанций 110/10/6 кВ глубокого ввода.

### Современный период (2000-2011 гг.)
Елена Полякова (Журнал «Московские торги»):

Можно с уверенностью говорить, что институт «Мосэнергопроект», история которого началась 90 лет назад, является одним из активных участников превращения Москвы в энергоэффективный город. За все годы существования его талантливый коллектив, возглавляемый сегодня Дмитрием Николаевичем Филипповым, внес значительный вклад в теплоэнергоснабжение столицы. Теперь уже трудно вспомнить, сколько за эти десятилетия было выполнено проектных разработок. Все это время Мосэнергопроект был генеральным проектировщиком Мосэнерго.

Разработаны проекты строительства, реконструкции и технического перевооружения электростанций Москвы: ТЭЦ-21, ТЭЦ-22, ТЭЦ-23 и ТЭЦ-27. Завершено рабочее проектирование парогазового энергоблока четвертого поколения ПГУ-420 на ТЭЦ-26.
В 2007 году из крупнейшей в России территориальной генерирующей компании ОАО «Мосэнерго» было выделено специализированное подразделение по строительству электростанций «под ключ» — ОАО «ТЭК Мосэнерго»
. Последнее было сформировано на базе подразделения капитального строительства ОАО «Мосэнерго», проектного института «Мосэнергопроект» и специализированного строительно-ремонтного предприятия «Мосэнергоспецремонт». На данный момент в компании ОАО «ТЭК Мосэнерго» работают специалисты и руководители, непосредственно участвовавшие в реализации объектов генерации ОАО «Мосэнерго», таких как ТЭЦ-21 (блок № 11), ТЭЦ-27 (блоки № 3, 4), ТЭЦ-26 (блок ПГУ-420). На 2013 год компания ведет следующие объекты: Нижнетуринская ГРЭС, ТЭЦ-20, ТЭЦ-16, ТЭЦ-12, ТЭЦ-9, Серовская ГРЭС, пущена Адлерская ТЭС.

### 2012 год
Институт ведет работы на новых энергоблоках ПГУ-220Т ТЭЦ-12 — филиала ОАО «Мосэнерго» и ПГУ-420Т ТЭЦ-16 — филиала ОАО «Мосэнерго». В работе блок Серовской ГРЭС с применением парогазовых технологий на базе оборудования Siemens. Кроме того, в 2013 году продолжится проектирование энергоблока ГТЭ-65 на ТЭЦ-9. В конце 2012 года МЭП закончил работу над проектом Адлерской ТЭС. Во время торжественного пуска электростанции Премьер-министр России Д.А. Медведев отдельно поблагодарил проектировщиков, котоpые смогли органично вписать энергокомплекс в ландшафт олимпийского парка.

## Перспективы
Основное направление деятельности института — разработка проектной документации для нового строительства, реконструкции, технического перевооружения и модернизации теплоэлектроцентралей, тепловых электрических станций и объектов тепловых сетей, закрытых и открытых электроподстанций напряжением 110 и 220 кВ, воздушных и кабельных линий электропередачи.
В соответствии с договорами о предоставлении мощности текущие объекты ТЭЦ-9, ТЭЦ-12, ТЭЦ-16, ТЭЦ-20 и Серовскую ГРЭС (ст. блок № 9) компания АО «ТЭК Мосэнерго» как генподрядчик и генпроектировщик (по ТЭЦ-20 генеральным проектировщиком было ООО "Зарубежэнергопроект") успешно пустила в 2013—2015 годах указанные объекты. В настоящее время идёт гарантийное обслуживание блоков.